# Razum i osjećaji (1995.)
Razum i osjećaji (eng. Sense and Sensibility) je britanska drama iz 1995. godine koju je režirao Ang Lee. Scenarij filma napisala je Emma Thompson, a temeljen je na istoimenom romanu autorice Jane Austen iz 1811. godine. U filmu su glavne uloge ostvarili Emma Thompson, Hugh Grant, Kate Winslet i Alan Rickman.
Nakon što se pojavio u kinima, film je dobio prave hvalospjeve kritike i osvojio mnoge ugledne filmske nagrade i nominacije. Bio je nominiran u čak 11 kategorija za britansku nagradu BAFTA, a na samoj dodjeli proglašen je najboljim filmom godine, dok su Emma Thompson i Kate Winslet obje pobijedile u svojim kategorijama za najbolju glavnu, odnosno najbolju sporednu glumicu. 
Emma Thompson je ovim filmom osvojila i svoj drugi Oscar u karijeri (prvi je bio za glavnu žensku ulogu u filmu Howards End iz 1993.) za najbolji adaptirani scenarij i time postala prva osoba u povijesti koja je osvojila glumački i scenaristički Oscar. Film je također bio nominiran u još šest dodatnih kategorija za nagradu Oscar, uključujući one za najbolji film godine, najbolju glumicu (Thompson) i sporednu glumicu (Winslet). Uz sve to, Emma Thompson je osvojila i nagradu Zlatni globus u kategoriji najboljeg scenarija, dok je sam film na istoj dodjeli odnio pobjedu u kategoriji najboljeg filma godine (drama).

## Glumačka postava
- Emma Thompson kao Elinor Dashwood
- Alan Rickman kao Puk. Christopher Brandon
- Kate Winslet kao Marianne Dashwood
- Hugh Grant kao Edward Ferrars
- Greg Wise kao John Willoughby
- Gemma Jones kao Gđa. Dashwood
- Robert Hardy kao Sir John Middleton
- James Fleet kao John Dashwood
- Harriet Walter kao Fanny Ferrars Dashwood
- Imelda Staunton kao Charlotte Jennings Palmer
- Imogen Stubbs kao Lucy Steele
- Hugh Laurie kao Gdin. Palmer
- Emilie François kao Margaret Dashwood
- Elizabeth Spriggs kao Gđa. Jennings
- Richard Lumsden kao Robert Ferrars
- Tom Wilkinson kao Mr. Dashwood
- Lone Vidahl kao Miss Grey

## Produkcija
Emma Thompson četiri je godine pisala scenarij koji je prošao mnoge promjene. Nadala se da će producentica Lindsay Doran za glavne glumice dviju sestara Elinor i Marianne uzeti Natashu i Joely Richardson, kćerke poznate glumice Vanesse Redgrave. Nakon što je redatelj Ang Lee inzistirao da upravo Thompson glumi Elinor ona je protestirala budući je smatrala da je prestara da glumi 19-godišnju djevojku. Lee je predložio da promijeni dob Elinor na 27 godina.
U jednoj od epizoda popularnog kviz showa QI, Emma Thompson je otkrila da je skoro izgubila scenarij zbog kvara na kompjuteru. Nakon što joj je majstor rekao da ne može doći do izgubljene datoteke, odnijela je kompjuter taksijem svom prijatelju Stephenu Fryju koji je proveo punih sedam sati pokušavajući spasiti datoteku, što mu je u konačnici i uspjelo. Emma mu je zahvalila na odjavnoj špici filma.
Film Razum i osjećaji snimljen je na mnogim lokacijama u Devonu, uključujući i Saltram House, veliku farmu Orcheton, seosku crkvu u Berry Pomeroyju, dvorcu Compton i u kamenim ulicama Barbicana u Plymouthu. Scene u Londonu snimane su u Somerset House on the Strand i u Nacionalnom pomorskom muzeju u Greenwichu. Dodatne scene snimane su u Trafalgar House i Wilton House u Wiltshireu, zatim u Mopesson House u Salisburyju i u Montacute House u južnom Somersetu.
Produkcijski budžet filma iznosio je 16.5 milijuna dolara. Samo u SAD-u film je zaradio 42,993,774 milijuna dolara, dok je u ostatku svijeta zaradio dodatnih 92 milijuna dolara čime ukupan box-office Razuma i osjećaja danas iznosi 134,993,774 milijuna dolara.